# 日本国憲法第2条
日本国憲法 第2条（にほんこく（にっぽんこく）けんぽう だい2じょう）は、日本国憲法の第1章「天皇」にある条文の一つ。皇位継承について規定する。

## 条文
日本国憲法 - e-Gov法令検索

第二条皇位は、世襲のものであつて、国会の議決した皇室典範の定めるところにより、これを継承する。

## 解説
天皇の地位を皇位という。皇位の継承とは、皇位が継続して継承されることをいう。すなわち皇位は絶えることなきを前提とする。皇位の継承は世襲制による。世襲とは一定の血縁関係にあるものが定められた地位につくことをいう。血縁関係を前提として皇位が継承されるのであり、血縁関係が絶えることなく皇位が継承されなければならない。他の血縁と無関係なものによる皇位の継承は憲法の認めるところではない。
この血統ははいうまでもなく、従来「皇統」とされてきたものを指し、そのことを前提にして皇位が世襲されることを明らかにしたのが本条である。日本国憲法は徹底した平等の理念に立ちながらも、古くからの天皇という名称をもつ制度を存知したことにともない、その例外として世襲制を認めたものと解される。
日本国憲法が天皇制の残置のために世襲制の必要性を認めている以上、男系男子主義も憲法第十四条の男女平等の原則の例外として許されることになる。
なお皇位の継承等の事項は皇室典範が規律しており、皇室典範は「国会の議決」によって定められる法律の一形式である。
日本国憲法第1条において国民主権・象徴天皇制が規定されているのを受け、日本国民の総意に基づき象徴とされた天皇の地位の継承については、国会の議決に基づく皇室典範により決定するものである。
現政府の見解は後述する。

### 皇室典範の制定時について
従来「皇統」とされてきた皇位の世襲制の、その具体的・細目的事項は「国会の議決した皇室典範」によって規律する。その制定時には以下のような異論も出た。
明治憲法において皇室自律主義に基づき国民の関与すべきものでないとされた皇室典範という名称は変わらないが、国会の議決によるものとされているところが、明治憲法体制と大きく異なる。皇室典範は明治憲法法典と並列した国法体系中最高の法規であり最重要性をもつ内容のものであり、美濃部達吉のいわゆる皇室自律主義にもとづき皇室会議と枢密顧問の諮詢を経て勅定という特別手続きでのみ改正・増補されるものであった。現行憲法においても「皇室典範」という特定の法律名を憲法においいて先取りしていることは極めつけの異例であるとも言われる。
美濃部達吉は憲法改正草案審査委員会において皇室の家法である皇室典範に天皇の発案権も御裁可権もないことに疑問を提していた。美濃部は皇室典範である以上は天皇発議権等を留保した特別手続きにもとづく特別規範である必要があり、そうでなければ皇室典範という名称はやめて単なる国会制定法にしなければならないとしていた。
昭和天皇も皇室典範改正の発議権を天皇によることと堂上華族の存続の二点については存続を望んでいたという。

### 女性天皇、女系天皇
また、現行の皇室典範制定の際には女性天皇や女系天皇を認めてはどうかという提案が憲法第14条や男女平等を根拠に宮沢俊義委員からなされたが、本条日本国憲法第2条の『皇位の世襲』は憲法14条に優先するものであることと、世襲の伝統的歴史的観念と具体的な皇室制度の伝統を考慮した上で、女性天皇や女系天皇は認めないことが確認され、皇室典範第一条の『男系男子』による継承の規定の条文は制定されている。
後の国会議論においても、憲法第2条は憲法第14条の特別規定であり、皇室典範によって女性天皇が認められていないことは憲法違反ではないと確認されている（昭和39年3月13日、衆議院内閣委員会、宇佐美毅宮内庁長官答弁）。また皇位につく資格は基本的人権に含まれておらず、同じく皇室典範が女性天皇を認めていないことは、女子差別撤廃条約に違反するものではないことも国会論議において確認済の議論である（昭和60年3月27日、参議院予算委員会、安倍晋太郎外務大臣答弁）。

### 旧宮家（旧皇族）
旧宮家という皇統に属する方々が皇族の身分を取得するような制度についても「皇族という憲法第十四条の例外として認められた特殊の地位を取得するものでございますので、憲法第十四条の問題は生じない」との政府見解が示されている（令和5年11月15日、衆議院内閣委員会、木村陽一内閣法制局第一部長答弁）。

### 元号
皇位の世襲があったときは、元号法による新たな元号が定められる（元号二項）。現行は皇位に付随し、皇位継承があった場合に新しく定められる（一世一元の制度）。元号と国民主権については現憲法における天皇を国民統合の象徴たる天皇として国民が定めたという趣旨に解すれば問題ではないとされる。

### 大嘗祭
また、この憲法第二条の『世襲』の規定には天皇即位時の大嘗祭も予定されているとするのが政府見解である（平成2年4月17日、衆議院予算委員会、工藤敦夫内閣法制局長官答弁）。

### 特例法
平成28（2016）年、天皇明仁の退位に伴う「天皇の退位等に関する皇室典範特例法」について本条の「国会の議決した皇室典範」は「皇室典範」以外の法律は認めていないのではないかという疑義が一部の学者から呈された。この件に関し、政府は国会において「憲法第２条に規定する皇室典範は、特定の制定法である皇室典範のみならず、皇室典範の特例、特則を定める別法もこれに含み得る、当たり得ると考えられる」との見解を示した（第192回国会 衆議院予算委員会 平成28年9月30日、横畠裕介内閣法制局長官答弁） 。

## 『世襲』に関する政府見解

### 日本国憲法第2条の『世襲』は男系を意味するという政府見解
- 「抑々世襲という観念は、伝統的歴史的観念であって・・然らば皇位の世襲と云う場合の世襲はどんな内容を持つか。典範義解はこれを（一）皇祚を践むは皇胤に限る （二）皇祚を祚むは男系に限る （三）皇祚は一系にして分裂すばからざることの三点に要約している。そしてこれは歴史上一の例外もなくつづいて来た客観的事実にもとづく原則である。世襲という観念の内容について他によるべき基準がない以上、これによらなければならぬ。そうすれば少なくとも女系ということは皇位の世襲の観念の中に含まれていないと云えるであろう」（昭和21年7月25日、宮内省）[19]
- 「少なくとも女系ということは皇位の世襲の観念の中に含まれていないと云えるであろう」（「皇室典範に関する想定問答」昭和21年11月）[20][21]
- 「我が国肇国以来の万世一系と申しますのは男系に依るものでありまして、此のことは歴史上に於きましても客観的事実でありまして、女帝（女系）は唯皇位世襲の観念の中には含まれていない」（臨時法制調査会第三回総会、昭和21年10月22日）[22]
- 「男系ということを、動かすべからざる一つの皇位継承の原理として考えております」（金森徳次郎国務大臣答弁、昭和21年12月5日）[20]
- 「男系でなければならぬという云うことはもう日本国民の確信というべきものであろうと存じます」（金森徳次郎国務大臣答弁、昭和21年12月16日）[20]
- 「古来の日本の国民の一つの総意と申しますか、国民の信念と申しますか、つまり男系相続ということで実は一貫して参っておるような状況でございます」（林修三内閣法制局長官、昭和34年2月6日）[23]
- 「男系をもって貫くということが、世襲の精神に合うものではないか」（宇佐美毅宮内庁長官、昭和39年3月13日）[23]
- 「皇位は世襲であるというように憲法二条で書いてありました、・・原則は男子である」（瓜生順良宮内庁次長、昭和43年4月3日）[23]
- 「日本の歴史、伝統というものから考えれば、男系の男子ということで世襲してくことを続けていくことが適当ではないか」（山本悟宮内庁次長、昭和55年3月27日）[23]
- 「男系の男子が皇位を継承されるというのが、わが国古来の伝統」（角田礼次郎内閣法制局長官、昭和58年4月4日）[23]
- 「皇位が世襲ということは、日本の伝統的なものを背景にいたしまして考えていくべきであるということから、・・・男系男子が皇位を継承すると、こういう定めになっておるわけでございます」（宮尾盤宮内庁次長、平成4年4月7日）[23]
- 「この規定は皇統に属する男系の男子が皇位を継承するという伝統を背景として決定されたものでございます」（加藤紘一官房長官、平成4年4月7日）[24]

- 「政府としては、男系継承が古来例外なく維持されてきたことを認識し、そのことの重みを受け止めつつ、皇位継承制度のあり方を検討すべきである」（安倍晋三官房長官、平成18年）[25]

- 「憲法第二条の世襲とは、皇位が代々皇統に属する者によって継承されるということであると考えられます。その上で、この世襲については皇室典範第一条が「皇位は、皇統に属する男系の男子が、これを継承する。」と規定しているところであります。これには事実、皇統に属する男系の男子が皇位を継承するという伝統が背景にあるものと理解しております」（平成29年、横畠祐介内閣法制局長官）[26]

- 「安定的な皇位の継承を維持することは、国家の基本にかかわる極めて重要な問題であると認識しています。男系継承が古来例外なく維持されてきたことの重みを踏まえながら、慎重かつ丁寧に行う必要があると思っています」（菅義偉内閣総理大臣、令和2年）[27]

### 日本国憲法第2条の『世襲』には女系も含まれるという政府見解
- 「『皇統』とは、天皇に連なる血族のことであり、男系及び女系の両方の系統を含むものと考える」（福田康夫官房長官、平成13年）[25]

## 『世襲』に関する学説

### 日本国憲法第2条の『世襲』に女系を含むという学説
- 「現行憲法の天皇制度において過去の天皇家の慣習に従う必要はなない。「女系」を認めることは、皇位継承資格者の範囲を拡大することになり、継承順位原則における近親主義から言って望ましい」（横田耕一、芦部信喜監修「注釈憲法（1）総説・上論・題名・前文」2000年171頁）[28]

- 「皇統は観念上は男女両系を含み得る」（園部逸夫「皇室法概論」）[28]

### 日本国憲法第2条の『世襲』は男系を指すという学説
- 「皇統は専ら男系に依り女系に拘らないことは、我が古来の成法であって歴史上にも嘗て其の変例はない」（美濃部達吉「日本国憲法原論」昭和25年、247頁）[28]
- 「わが国では、皇族の身分をもたない皇位継承の資格はないが、皇族の身分をもつためには、かならず「男系」により皇統に属することが必要であるから、ここでとくに「男系」という必要はない」（宮沢俊儀「憲法（改訂版）」昭和55年、184頁）[28]
- 「日本の歴史においても男系の女子までの先例はあるが、女系の先例はなく、女系まで認めるとすれば国家の根本の相当大きな変更になる」（田上穣治「憲法調査会報告書付属文書第一号、憲法調査会における各委員会の意見」昭和39年、252頁）[29]
- 「『皇統』には二つの解釈がありうる。一はたんに天皇の血統と解するもので、他は、さらにその系統が歴史的には男系によってのみ成立してきたことに着目して、男系制をもよみこむものである。後説を正当としようが、この見解によれば第一条の『男系の』という限定は、注意的訓示にすぎないことになる（同旨、明治典範義解）」（小嶋和司「憲法概説」昭和62年、296‐297頁）[29]
- 「「マカーサ―・ノート」に「The Emperorは、国の元首の地位にある。His successionはdynasicである」と記されていることを取り上げ、これは「立憲君主制を王朝支配的にとらえ、現王朝を前提として、王朝に属するものが王朝にふさわしいルールで継承すべきことを要求するもの」であり、「王朝形成原理の維持、つまり男系主義の維持を要求するものとは解せても、その変更を要求するとは解しえない」（小嶋和司「『女帝』論議」「小嶋和司憲法論集 二 憲法と政治機構」1989年、63‐65頁）[29]

- 「『皇統』は歴史的に『男系』であることが求められた。皇室典範第一条が『皇統に属する男系』とするのは、それを確認するものである」（佐藤幸治「憲法」（第三版）平成7年、248頁）[29]
- 「皇位継承が常に男系によって行われてきたのは紛れもない歴史的事実であり、これはわが国古来の『不文の憲法』に基づくものであった。そして、この二千年近くの長きにわたって守られてきた不文の憲法を成文化したのが、明治憲法であった。・・このようなわが国の歴史・伝統を踏まえて考えるならば、明治憲法を受け継いだ現行憲法第二条の『世襲』は、明治憲法と同様、男系を指すと見るのが自然であろう」（百地章「憲法における天皇と国家」2024年、11頁）[30]

## 沿革
当初、起草を担当した宮沢俊義は大日本帝国憲法と同じかそれと同等の男系継承と皇室典範の独立を明確にした条文を起草していた。しかし、これを昭和21年（1946）2月1日に『毎日新聞』がスクープし、これを読んだGHQが独自にGHQ案の起草を始め、日本側の憲法改正案を却下するとともにGHQ草案の採用を天皇の身柄の保障とともに迫った。GHQ草案を元に「3月2日案」をもって3月4日にGHQ司令部へ向かった松本蒸治大臣と佐藤達夫法制局第一部長だったが、松本とケーディス民政局次長が喧嘩となり松本が帰っていまうという事態となった。しかし、GHQは残された佐藤に今晩中にGHQ草案を訳し最終草案を提出するよう要求した。途中駆け付けた井出成三らの手伝いもあり日本国憲法「3月5日案」は一晩で作らされたものだった。本条の日本国憲法第二条もその時に佐藤がGHQ民政局側に言われるままに起草したものであると言われている。

### 大日本帝国憲法
東京法律研究会 p.6/13

第二條皇位ハ皇室典範ノ定ムル所󠄁ニ依リ皇男子孫之ヲ繼承ス
第七十四條皇室典範ノ改正ハ帝󠄁國議會ノ議ヲ經ルヲ要󠄁セス
皇室典範ヲ以テ此ノ憲󠄁法ノ條規ヲ變更󠄁スルコトヲ得ス
第七十五條憲󠄁法及󠄁皇室典範ハ攝政ヲ置クノ間之ヲ變更󠄁スルコトヲ得ス

### 宮沢甲案
「宮沢甲案」、国立国会図書館「日本国憲法の誕生」。
宮沢俊義起草。「松本甲案」とも。

第三條皇位ハ皇室典範ノ定ムル所ニ依リ萬世一系皇男子孫之ヲ継承ス

### 憲法改正要綱
「憲法改正要綱」、国立国会図書館「日本国憲法の誕生」。

三十三憲法及皇室典範変更ノ制限ニ関スル第七十五条ノ規定ヲ削除スルコト

### マッカーサー三原則（マッカーサー・ノート）
マッカーサー3原則（「マッカーサーノート」） 1946年2月3日、国立国会図書館「日本国憲法の誕生」。
訳文は、「高柳賢三ほか編著『日本国憲法制定の過程：連合国総司令部側の記録による I』有斐閣、1972年、99頁」を参照。

1.天皇は国家の元首の地位にある。皇位は世襲される。天皇の職務および権能は、憲法に基づき行使され、憲法に表明された国民の基本的意思に応えるものとする。

Emperor is at the head of the state.His succession is dynastic.His duties and powers will be exercised in accordance with the Constitution and responsive to the basic will of the people as provided therein.

### プール文書
GHQ草案の天皇条項を担当したのは民政局のリチャード・A・プールである。彼は天皇条項をアメリカのSWNCC228文書の方針にそって起草したと思われる。

Article II.The Japanese Nation shall be reigned over by a line of Emperors,whose
①succession is dynastic.
②The Imperial Throne shall be the symbol ob the State and of the Unity of the People, and the Emperor shall be the symbolic personification thereof, deriving his position from the sovereign will of the People, and from no other source.

「第二条　日本国家は天皇一系により君臨され、
①皇位は世襲である
②皇位は国家および国民統合の象徴であり、天皇とはその地位が主権を有する国民の意思のみに起因することを体現する象徴者である」
このプール文書に修正が加えられ次のようなGHQ草案となったという。

### GHQ草案
「GHQ草案」、国立国会図書館「日本国憲法の誕生」。

#### 日本語
第二条皇位ノ継承ハ世襲ニシテ国会ノ制定スル皇室典範ニ依ルヘシ

#### 英語
Article II.Succession to the Imperial Throne shall be dynastic and in accordance with such Imperial House Law as the Diet may enact.

### 日本国憲法「３月２日案」
「日本国憲法「3月2日案」」、国立国会図書館「日本国憲法の誕生」。
GHQ草案より松本蒸治国務大臣は「国会ノ制定スル」を削除し以下のように定めた。もともと皇室典範は国会や憲法からも独立した根本法だったからである。

第二条皇位ハ皇室典範ノ定ムル所ニ依リ世襲シテ之ヲ継承ス

### 日本国憲法「3月5日案」
「三月四、五両日司令部ニ於ケル顛末」」、国立国会図書館「日本国憲法の誕生」。
松本案では「国会の制定する」は、皇室典範の独立性を保つためにあえて削除されたのだが、GHQはこれを認めなかった。また、皇室典範は皇室の家法であるため、改正の発議は天皇が行うべきであるという日本側の主張も全面的に却下された。
佐藤達夫はやむなくGHQに言われるままにGHQ草案を日本語に訳したものをそのまま起草した。

### 憲法改正草案要綱
「憲法改正草案要綱」、国立国会図書館「日本国憲法の誕生」。

第二皇位ハ国会ノ議決ヲ経タル皇室典範ノ定ムル所ニ依リ世襲シテ之ヲ継承スルコト

### 憲法改正草案
「憲法改正草案」、国立国会図書館「日本国憲法の誕生」。

第二条皇位は、世襲のものであつて、国会の議決した皇室典範の定めるところにより、これを継承する。

## 関連条文
- 日本国憲法第1条（天皇の地位、国民主権）
- 大日本帝国憲法第2条
- 大日本帝国憲法第74条
- 皇室典範第1章 皇位継承
- 旧皇室典範